# Andy Bathgate
Andrew James Bathgate foi um aposentado canadense profissional em hóquei no gelo na posição central que jogou 17 temporadas na National Hockey League para o New York Rangers, Toronto Maple Leafs, Detroit Red Wings e Pittsburgh Penguins.

## Prêmios e realizações
- Campeonato Memorial Cup - 1952
- Troféu Memorial Hart - 1959
- Primeiro da Equipe All-Star NHL - 1959 e 1962
- Segundo da Equipe All-Star NHL - 1958 e 1963
- Campeonato Stanley Cup - 1964
- Campeonato Lester Patrick Cup - 1969 e 1970
- WHL MPV - 1970
- Hockey Hall of Fame - 1978
- Classificação #58 The News Hockey - 1988
- Manitoba Sports Hall of Fame and Museum - 1993
- Camisola #9 New York Rangers - 2009
- Classificação #8 '100 Greats Rangers - 2009

## Estatísticas da carreira
|                    |                     |                    |      | Temporada regular | Temporada regular | Temporada regular | Temporada regular | Temporada regular |    | Playoffs | Playoffs | Playoffs | Playoffs | Playoffs |
| Temporada          | Time                | Liga               | GP   | G                 | A                 | Pts               | PIM               | GP                | G  | A        | Pts      | PIM      |          |          |
| ------------------ | ------------------- | ------------------ | ---- | ----------------- | ----------------- | ----------------- | ----------------- | ----------------- | -- | -------- | -------- | -------- | -------- | -------- |
| 1949–50            | Guelph Biltmores    | OHA                | 41   | 21                | 25                | 46                | 28                | 15                | 6  | 9        | 15       | 12       |          |          |
| 1950–51            | Guelph Biltmores    | OHA                | 52   | 37                | 53                | 90                | 66                | 5                 | 6  | 1        | 7        | 9        |          |          |
| 1951–52            | Guelph Biltmores    | OHA                | 34   | 27                | 50                | 77                | 20                | 11                | 6  | 10       | 16       | 18       |          |          |
| 1952–53            | Guelph Biltmores    | OHA                | 2    | 2                 | 1                 | 3                 | 0                 | —                 | —  | —        | —        | —        |          |          |
| 1952–53            | New York Rangers    | NHL                | 18   | 0                 | 1                 | 1                 | 6                 | —                 | —  | —        | —        | —        |          |          |
| 1952–53            | Vancouver Canucks   | WHL                | 37   | 13                | 13                | 26                | 29                | 9                 | 11 | 4        | 15       | 2        |          |          |
| 1953–54            | New York Rangers    | NHL                | 20   | 2                 | 2                 | 4                 | 18                | —                 | —  | —        | —        | —        |          |          |
| 1953–54            | Vancouver Canucks   | WHL                | 17   | 12                | 10                | 22                | 6                 | —                 | —  | —        | —        | —        |          |          |
| 1953–54            | Cleveland Barons    | AHL                | 36   | 13                | 19                | 32                | 44                | 9                 | 3  | 5        | 8        | 8        |          |          |
| 1954–55            | New York Rangers    | NHL                | 70   | 20                | 20                | 40                | 37                | —                 | —  | —        | —        | —        |          |          |
| 1955–56            | New York Rangers    | NHL                | 70   | 19                | 47                | 66                | 59                | 5                 | 1  | 2        | 3        | 2        |          |          |
| 1956–57            | New York Rangers    | NHL                | 70   | 27                | 50                | 77                | 60                | 5                 | 2  | 0        | 2        | 27       |          |          |
| 1957–58            | New York Rangers    | NHL                | 65   | 30                | 48                | 78                | 42                | 6                 | 5  | 3        | 8        | 6        |          |          |
| 1958–59            | New York Rangers    | NHL                | 70   | 40                | 48                | 88                | 48                | —                 | —  | —        | —        | —        |          |          |
| 1959–60            | New York Rangers    | NHL                | 70   | 26                | 48                | 74                | 28                | —                 | —  | —        | —        | —        |          |          |
| 1960–61            | New York Rangers    | NHL                | 70   | 29                | 48                | 77                | 22                | —                 | —  | —        | —        | —        |          |          |
| 1961–62            | New York Rangers    | NHL                | 70   | 28                | 56                | 84                | 44                | 6                 | 1  | 2        | 3        | 4        |          |          |
| 1962–63            | New York Rangers    | NHL                | 70   | 35                | 46                | 81                | 54                | —                 | —  | —        | —        | —        |          |          |
| 1963–64            | New York Rangers    | NHL                | 56   | 16                | 43                | 59                | 26                | —                 | —  | —        | —        | —        |          |          |
| 1963–64            | Toronto Maple Leafs | NHL                | 15   | 3                 | 15                | 18                | 8                 | 14                | 5  | 4        | 9        | 25       |          |          |
| 1964–65            | Toronto Maple Leafs | NHL                | 55   | 16                | 29                | 45                | 34                | 6                 | 1  | 0        | 1        | 6        |          |          |
| 1965–66            | Detroit Red Wings   | NHL                | 70   | 15                | 32                | 47                | 25                | 12                | 6  | 3        | 9        | 6        |          |          |
| 1966–67            | Detroit Red Wings   | NHL                | 60   | 8                 | 23                | 31                | 24                | —                 | —  | —        | —        | —        |          |          |
| 1966–67            | Pittsburgh Hornets  | AHL                | 6    | 4                 | 6                 | 10                | 7                 | —                 | —  | —        | —        | —        |          |          |
| 1967–68            | Pittsburgh Penguins | NHL                | 74   | 20                | 39                | 59                | 55                | —                 | —  | —        | —        | —        |          |          |
| 1968–69            | Vancouver Canucks   | WHL                | 71   | 37                | 36                | 73                | 44                | 8                 | 3  | 5        | 8        | 5        |          |          |
| 1969–70            | Vancouver Canucks   | WHL                | 72   | 40                | 68                | 108               | 66                | 16                | 7  | 5        | 12       | 8        |          |          |
| 1970–71            | Pittsburgh Penguins | NHL                | 76   | 15                | 29                | 44                | 34                | —                 | —  | —        | —        | —        |          |          |
| 1974–75            | Vancouver Blazers   | WHA                | 11   | 1                 | 6                 | 7                 | 2                 | —                 | —  | —        | —        | —        |          |          |
| Totalização da OHA | Totalização da OHA  | Totalização da OHA | 129  | 83                | 133               | 216               | 114               | 31                | 18 | 20       | 38       | 39       |          |          |
| Totalização da WHL | Totalização da WHL  | Totalização da WHL | 197  | 102               | 127               | 229               | 145               | 33                | 21 | 14       | 35       | 15       |          |          |
| Totalização da NHL | Totalização da NHL  | Totalização da NHL | 1069 | 349               | 624               | 973               | 624               | 54                | 21 | 14       | 35       | 76       |          |          |